# Plectranthias sheni
Plectranthias sheni là một loài cá biển thuộc chi Plectranthias trong họ Cá mú. Loài này được mô tả lần đầu tiên vào năm 2002, được theo tên của Giáo sư Shih-Chieh Shen, giảng viên của Khoa Động vật học tại Đại học Quốc gia Đài Loan, đã nghỉ hưu từ năm 1999. Ông đã thu thập nhiều mẫu vật của Plectranthias và đã giữ chúng trong trường.

## Phân bố và môi trường sống
P. sheni có phạm vi phân bố nhỏ hẹp ở vùng biển Tây Bắc Thái Bình Dương. Loài này chỉ được biết đến qua vài mẫu vật được tìm thấy tại 2 địa điểm ở đảo Đài Loan, không rõ độ sâu phát hiện.

## Mô tả
Mẫu vật có chiều dài cơ thể lớn nhất dùng để mô tả P. sheni với kích thước được ghi nhận khoảng 11,5 cm. Phần trên của đầu màu vàng cam, có vệt sọc vàng; phần dưới màu trắng. Thân màu hồng vàng với 2 hàng đốm vàng: hàng thứ nhất dọc theo lưng đến rìa trên của cuống đuôi, hàng thứ 2 dọc theo giữa cơ thể. Tất cả các vây đều có màu vàng, ngoại trừ vây bụng có màng trong suốt. Vây ngực có đốm vàng ở gốc. Màng của vây hậu môn và vây lưng có các đốm màu vàng cam.
Số gai ở vây lưng: 10; Số vây tia mềm ở vây lưng: 17 - 18; Số gai ở vây hậu môn: 3; Số vây tia mềm ở vây hậu môn: 7; Số gai ở vây bụng: 1; Số vây tia mềm ở vây bụng: 5; Số vây tia mềm ở vây ngực: 13; Số vảy đường bên: 32 - 33; Số lược mang: 17 - 18.